# شعار جزر ماديرا
أعتمد شعار جزر ماديرا رسميا في يوم 24 نيسان - أبريل من سنة 1991 م.